# Tossal Alt (les Valls d'Aguilar)
El Tossal Alt és una muntanya de 1.825 metres que es troba al municipi de les Valls d'Aguilar, a la comarca de l'Alt Urgell.